# 李在明政府
李在明政府（韩语：／ I Jaemyeong Jeongbu），又稱国民主权政府（／ Gukmin Jugwon Jeongbu），是2025年6月4日迄今由第21任韓國總統李在明所領導的第六共和國第九屆大韩民国政府。第20任韩国总统尹锡悦在任内遭到弹劾並被解职，第21届韩国总统选举因而提前於2025年6月3日举行，最終由共同民主党候选人李在明以49.42%的得票率当选，并于次日组成本届政府。

## 名称
李在明在竞选和就职宣言中多次强调“国民主权”的概念。针对新政府将被命名为“国民主权政府”的消息，发言人姜由楨在6月5日的新闻发布会上表示：“目前还没有确定，目前称之为‘李在明政府’”，“如果国民能够认可并作为别名使用，就可以定义为国民主权政府”。但次日，青瓦台正式宣布将“李在明政府”和“国民主权政府”同时作为本届政府的正式名称。这也是继金泳三的“文民政府”、金大中的“国民政府”、卢武铉的“参与政府”和李明博的“实用政府”后第五个使用别称的韩国政府。

## 政府內閣

### 国政企划委员会
- 由于李在明在当选后立即就职，没有设立正常大选情况下的交接委员会，而是设立性质相同的国政企划委员会。国政企划委员会负责制定新政府在任期内推进的施政课题，法定任期为60天，最多可延长20天。任期结束后，必须在30天内将工作过程以白皮书的形式公布[6]。

| 職務                 | 肖像 | 姓名   | 任職期間     | 任職期間      | 所屬政黨   |
| 職務                 | 肖像 | 姓名   | 到任時間     | 卸任時間      | 所屬政黨   |
| -------------------- | ---- | ------ | ------------ | ------------- | ---------- |
| 國政企劃委員會委員長 |      | 李汉柱 | 2025年6月5日 | 2025年8月14日 | 共同民主党 |

### 总统秘书室
| 職務               | 肖像 | 姓名   | 任職期間      | 任職期間      | 所屬政黨   |
| 職務               | 肖像 | 姓名   | 到任時間      | 卸任時間      | 所屬政黨   |
| ------------------ | ---- | ------ | ------------- | ------------- | ---------- |
| 總統秘書室長       |      | 姜勳植 | 2025年6月4日  | 現任          | 共同民主党 |
| 政策室长           |      | 金容範 | 2025年6月6日  | 現任          | 無黨籍     |
| 總統秘書室發言人   |      | 姜由楨 | 2025年6月4日  | 現任          | 共同民主党 |
| 政务首席秘书官     |      | 禹相虎 | 2025年6月8日  | 现任          | 共同民主党 |
| 经济增长首席秘书官 |      | 河骏坰 | 2025年6月6日  | 現任          | 無黨籍     |
| 社会首席秘书官     |      | 文振荣 | 2025年6月6日  | 现任          | 無黨籍     |
| 公报沟通首席秘书官 |      | 李圭渊 | 2025年6月8日  | 现任          | 無黨籍     |
| 民政首席秘书官     |      | 吴桄洙 | 2025年6月8日  | 2025年6月13日 | 無黨籍     |
| 民政首席秘书官     |      | 奉旭   | 2025年6月29日 | 现任          | 無黨籍     |
| 人工智能首席秘书官 |      | 何丁友 | 2025年6月15日 | 现任          | 無黨籍     |
| 倾听综合首席秘书官 |      | 全成焕 | 2025年6月29日 | 現任          | 無黨籍     |
| 财政企划助理       |      | 柳德铉 | 2025年6月6日  | 現任          | 無黨籍     |

### 总统直属
| 職務                 | 肖像 | 姓名           | 任職期間      | 任職期間      | 所屬政黨   |
| 職務                 | 肖像 | 姓名           | 到任時間      | 卸任時間      | 所屬政黨   |
| -------------------- | ---- | -------------- | ------------- | ------------- | ---------- |
| 國家安保室室長       |      | 魏聖洛         | 2025年6月4日  | 現任          | 共同民主党 |
| 总统警护处处长       |      | 黃仁權         | 2025年6月4日  | 現任          | 無黨籍     |
| 國家情報院院長       |      | 吴浩龙（代理） | 2025年6月4日  | 2025年6月25日 | 無黨籍     |
| 國家情報院院長       |      | 李鍾奭         | 2025年6月25日 | 现任          | 無黨籍     |
| 地方时代委员会委员长 |      | 金庆洙         | 2025年6月29日 | 現任          | 共同民主党 |

### 國務總理
- 李周浩為尹錫悅政府代理國務總理，且已於6月2日與國民力量官員一同提交辭呈。因国务总理尚需人事听证等流程尚未任命，为防止权力真空，李在明暂未批准辞呈。[14]
- 7月3日，韓國國會通過任命金民錫為國務總理。其中，國民力量集體缺席會議。任命案以赞成173票、反对3票、无效3票的结果获得通过。[15]

| 內閣 次序 | 總理肖像 | 總理姓名       | 任职期間                 | 任职期間                 | 任职期間 | 所屬政黨   |
| 內閣 次序 | 總理肖像 | 總理姓名       | 到任時間                 | 卸任時間                 | 任期時間 | 所屬政黨   |
| --------- | -------- | -------------- | ------------------------ | ------------------------ | -------- | ---------- |
| 1         |          | 李周浩（代理） | 2025年5月2日             | 2025年7月3日 下午5时35分 | 62天     | 無黨籍     |
| 1         |          | 金民錫         | 2025年7月3日 下午5时36分 | 現任                     | 48天     | 共同民主党 |

### 总理直属
| 職務           | 肖像 | 姓名   | 任職期間      | 任職期間 | 所屬政黨 |
| 職務           | 肖像 | 姓名   | 到任時間      | 卸任時間 | 所屬政黨 |
| -------------- | ---- | ------ | ------------- | -------- | -------- |
| 国务调整室室長 |      | 尹昌烈 | 2025年6月24日 | 現任     | 無黨籍   |

### 內閣
- 尹錫悅政府全體官員已於6月2日提交辭呈[14]，但是李在明於6月4日僅批准法務部長朴性載的辭呈。[17]因各部部长尚需人事听证等流程尚未就任，为防止权力真空，李在明暂没有批准其餘官員的辞呈。除法务部长官以外的全體国务委员暂时留任。[18] 2025年6月23日，農林畜產食品部部長宋美玲（朝鲜语：송미령）留任。[19] 具体的卸任时间参见尹錫悅政府。
- 2025年7月11日，完成本届政府的提名工作。[20]20日，撤回社会副总理兼教育部部长候选人李真淑的提名。[21]23日，女性家族部部长候选人姜仙祐主动退出提名。[22]

| 職務                        | 姓名            | 肖像 | 任職期間                                            | 任職期間      | 所屬政黨   |
| 職務                        | 姓名            | 肖像 | 到任時間                                            | 卸任時間      | 所屬政黨   |
| --------------------------- | --------------- | ---- | --------------------------------------------------- | ------------- | ---------- |
| 經濟副總理兼 企劃財政部部長 | 李炯日（代理）  |      | 2025年6月10日                                       | 2025年7月18日 | 無黨籍     |
| 經濟副總理兼 企劃財政部部長 | 具润哲          |      | 2025年7月18日                                       | 现任          | 無黨籍     |
| 社會副總理兼 教育部部長     | 崔銀玉 （代理） |      | 2025年7月29日                                       | 现任          | 無黨籍     |
| 社會副總理兼 教育部部長     | 崔教振          |      | 2025年                                              | 候任          | 無黨籍     |
| 科學技術情報通信部部長      | 裴慶勳          |      | 2025年7月16日                                       | 现任          | 無黨籍     |
| 外交部部長                  | 趙顯            |      | 2025年7月18日                                       | 现任          | 共同民主党 |
| 統一部部長                  | 郑东泳          |      | 2025年7月25日                                       | 现任          | 共同民主党 |
| 法務部部長                  | 金錫佑（代理）  |      | 2025年6月4日                                        | 2025年6月29日 | 無黨籍     |
| 法務部部長                  | 李鎭琇（代理）  |      | 2025年6月29日                                       | 2025年7月18日 | 無黨籍     |
| 法務部部長                  | 郑成湖          |      | 2025年7月18日                                       | 现任          | 共同民主党 |
| 国防部部长                  | 李斗熙（代理）  |      | 2025年6月26日                                       | 2025年7月25日 | 無黨籍     |
| 国防部部长                  | 安圭伯          |      | 2025年7月25日                                       | 现任          | 共同民主党 |
| 行政安全部部長              | 金敏在（代理）  |      | 2025年6月20日                                       | 2025年7月19日 | 無黨籍     |
| 行政安全部部長              | 尹昊重          |      | 2025年7月19日                                       | 现任          | 共同民主党 |
| 國家報勳部部長              | 權五乙          |      | 2025年7月25日                                       | 现任          | 共同民主党 |
| 文化體育觀光部部長          | 崔輝永          |      | 2025年7月31日                                       | 现任          | 無黨籍     |
| 農林畜產食品部部長          | 宋美玲          |      | 尹锡悦政府官员 2023年12月29日到任 2025年6月23日留任 | 现任          | 無黨籍     |
| 產業通商資源部部長          | 金正官          |      | 2025年7月18日                                       | 现任          | 無黨籍     |
| 保健福祉部部長              | 鄭銀敬          |      | 2025年7月21日                                       | 现任          | 無黨籍     |
| 環境部部長                  | 金星焕          |      | 2025年7月21日                                       | 现任          | 共同民主党 |
| 僱傭勞動部部長              | 权昌俊（代理）  |      | 2025年6月26日                                       | 2025年7月21日 | 無黨籍     |
| 僱傭勞動部部長              | 金荣训          |      | 2025年7月21日                                       | 现任          | 共同民主党 |
| 女性家族部部長              | 元玟京          |      | 2025年                                              | 候任          | 無黨籍     |
| 國土交通部部長              | 李尙暻（代理）  |      | 2025年7月29日                                       | 2025年7月31日 | 無黨籍     |
| 國土交通部部長              | 金润德          |      | 2025年7月31日                                       | 现任          | 共同民主党 |
| 海洋水產部部長              | 田载秀          |      | 2025年7月23日                                       | 现任          | 共同民主党 |
| 中小风险企业部部長          | 韓聖淑          |      | 2025年7月23日                                       | 现任          | 無黨籍     |